# Charlemagne Palestine
Pour les articles homonymes, voir Charlemagne (homonymie) et Palestine.
Charlemagne Palestine, alias Chaim Moshe Palestine, nom d'artiste de Charles Martin, né le 15 août 1947 à New York, est un artiste multimédia principalement reconnu en tant que musicien minimaliste et plasticien.

## Biographie
Charlemagne Palestine est né à Brooklyn et fait ses débuts dans une chorale juive. En 1962, il devient carillonneur à l'église Saint Thomas (Manhattan) et développe les premiers fondements de sa recherche sonore qu'il nomme le « Son d'Or » (the Golden Sound). C'est également à cette période qu'il fait ses premières expériences sur l'orgue de l'église unitarienne de New-York. Tony Conrad entend et apprécie son travail au carillon et l'introduit dans l'avant garde new-yorkaise. Il rencontre ainsi La Monte Young, Terry Riley ou encore Philip Glass.
Après plusieurs expérimentations sur bandes, il poursuit ses recherches en musique électronique via les nouveaux synthétiseurs (et plus particulièrement le Buchla 100 et 200) grâce à sa rencontre avec Morton Subotnick en 1967. Dans le studio de Subotnick, le « New York University Intermedia Center », il produit de longues pièces produites à partir de sons continus jouant sur des intervalles micro-tonaux.
Entre 1969 et 1970, Palestine déménage à San Francisco pour étudier et enseigner au CalArts. C'est dans cette université qu'il découvre les possibilités du Bösendorfer. Fasciné par la richesse harmonique de cet instrument, il invente une technique qu'il nomme le trumming, héritière de sa pratique musicale sur carillon et synthétiseur.
C'est également en Californie où il débute dans le monde de l'art en produisant ses premières performances, vidéos et sculptures. Là, il rencontre notamment la danseuse Simone Forti avec qui il entamera une collaboration. En 1970, invité par Allan Kaprow, il crée sa première performance au musée Pasadena. Durant les années 1970, ses performances l’amèneront à créer le concept de Body Music.
Il réside depuis plusieurs années à Bruxelles.

## Galerie photographique

Charlemagne Palestine et son carillon le 8 juillet 2008 à Metz
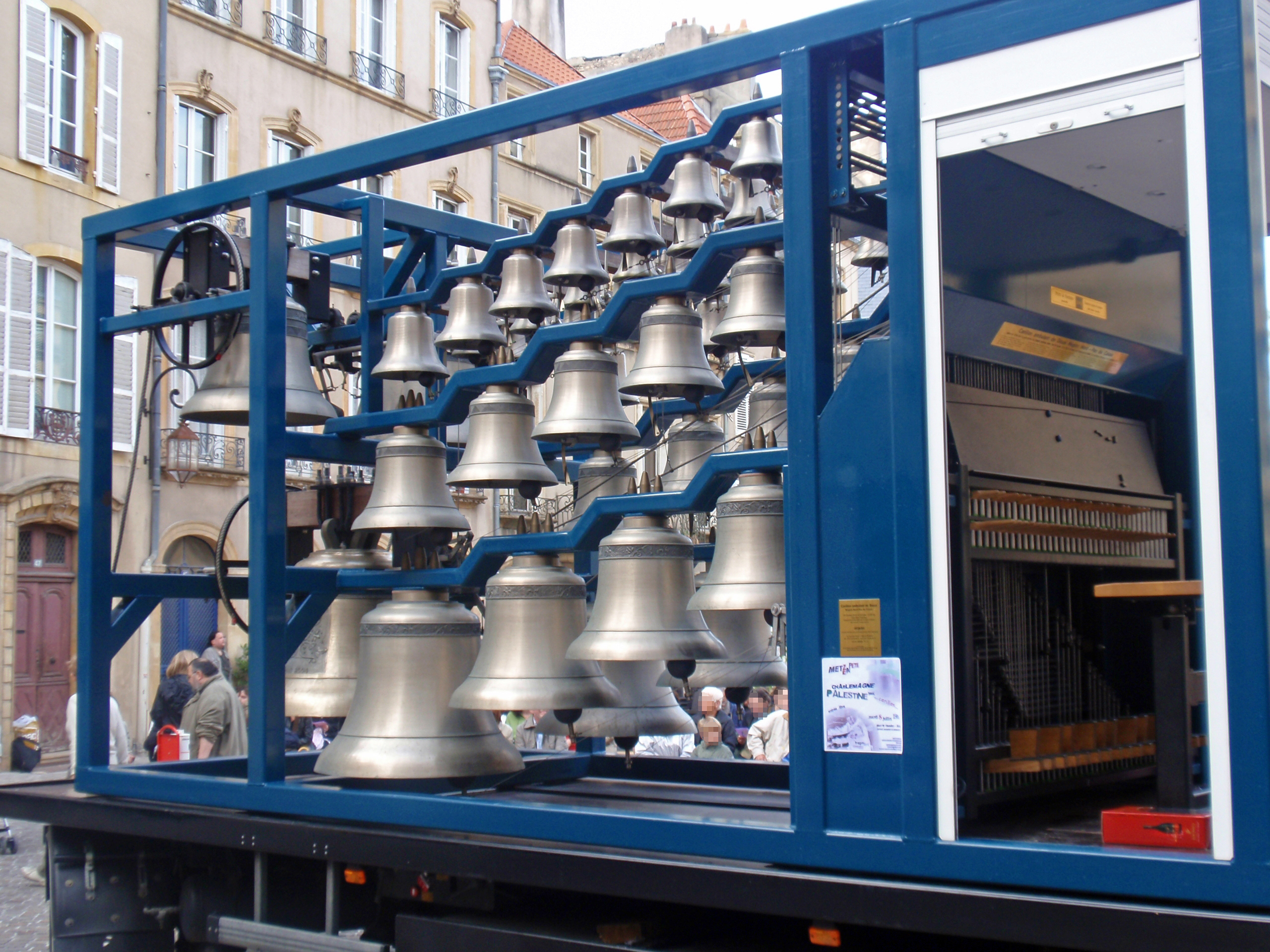
Le carillon et son clavier
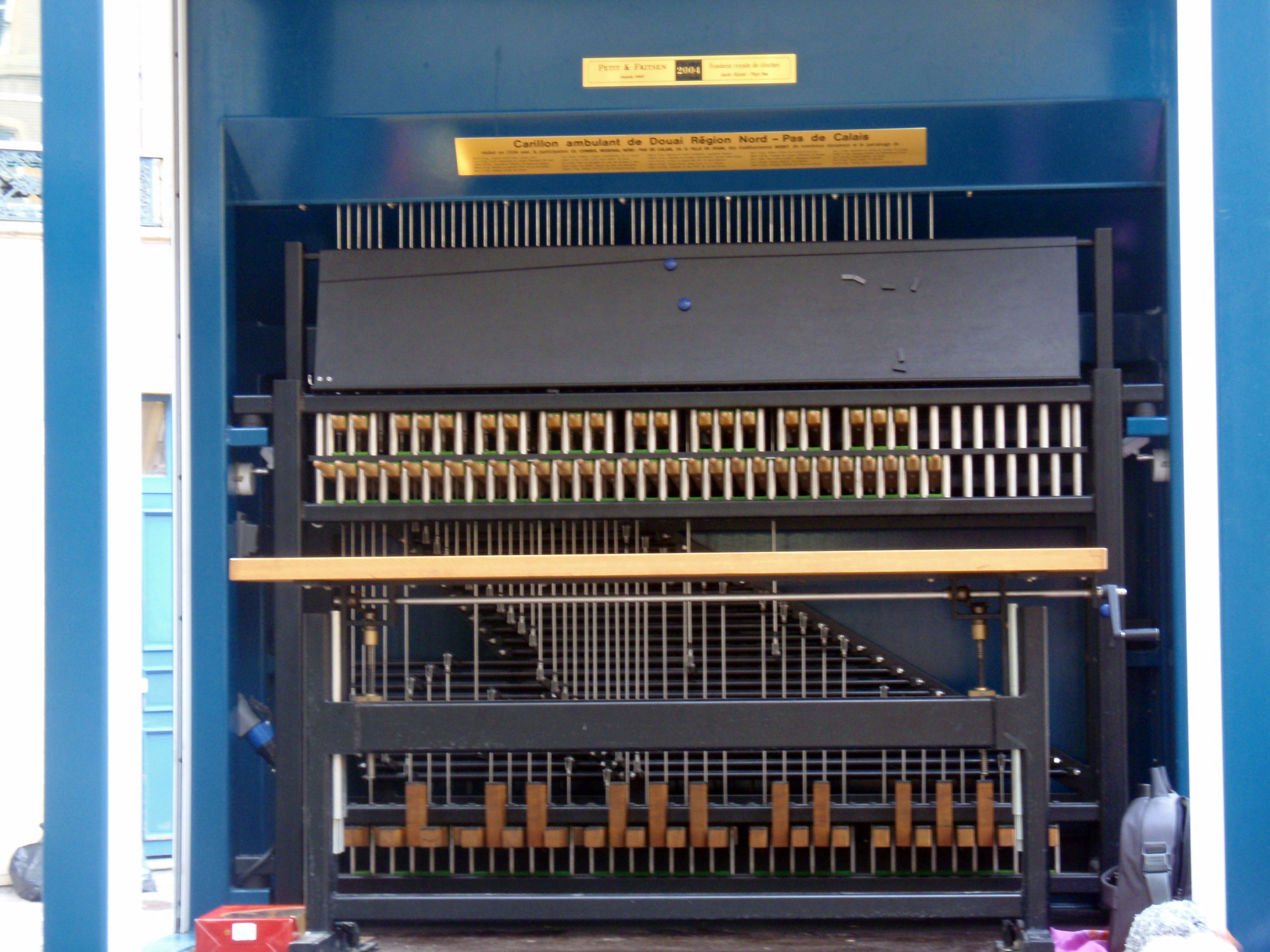
Le clavier
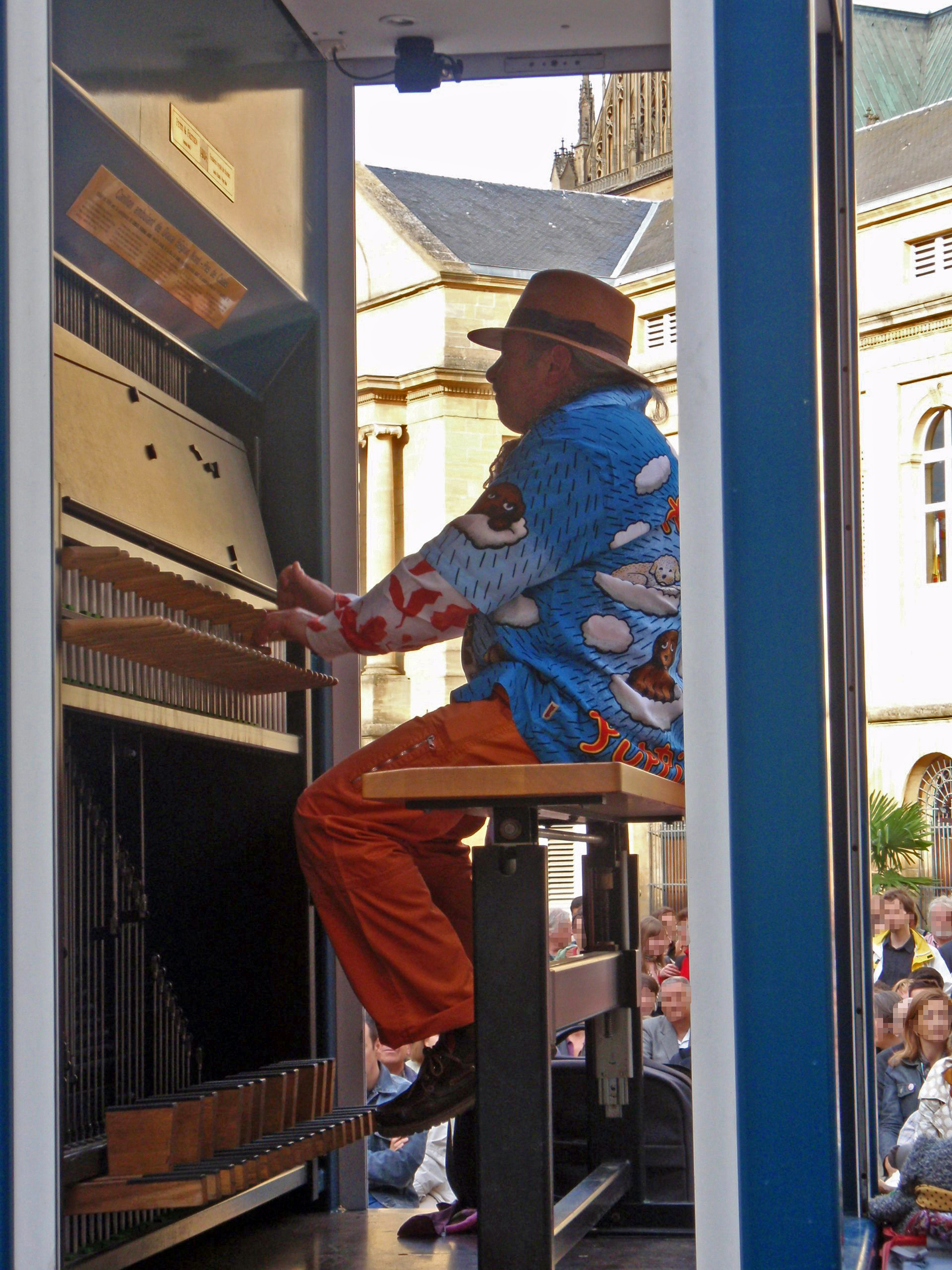
Charlemagne Palestine joue du clavier
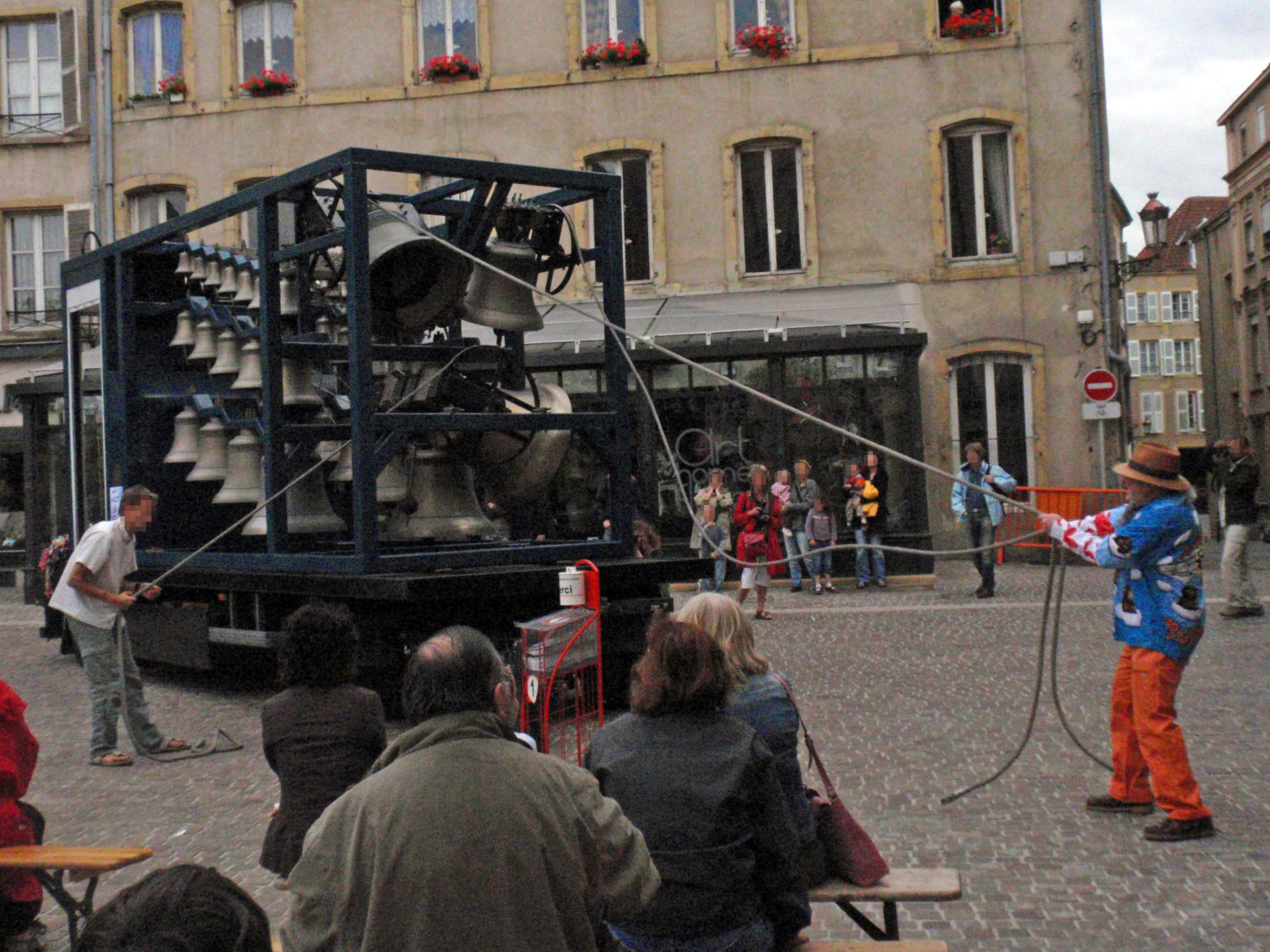
Charlemagne Palestine tire les cloches

## Discographie sélective
- Four Manifestations on Six Elements (1973)
- Strumming Music (Shandar, 1974)
- The Golden Mean (1979)
- Godbear (1987)
- Schlingen-Blangen (1988)
- Four Manifestations on Six Elements (1996)
- Schlongo!!!daLUVdrone (1998)
- Jamaica Heinekens in Brooklyn (1999)
- Karenina (1997)
- Maximin (2002) - avec David Coulter et Jean-Marie Mathoul
- Gantse Mishpuchach - Music in 3 parts (2004) - avec David Coulter, Michael Gira et Jean-Marie Mathoul
- Voice Studies (2008)

## Filmographie
- MAREGIANO Anne, Charlemagne Palestine : the Golden Sound, [DVD], Paris : RE:VOIR Vidéo, 2013.
- PALESTINE Charlemagne, More Aural Symbiotic Mysteries From Belgie, [DVD] Bruxelles : Taping Policies, 2013, 54 min.
- PALESTINE Charlemagne, Tracks, Strasbourg : Arte, diffusée le 18 juin 2008, 52 min.